# Panorpa subambra
Panorpa subambra är en näbbsländeart som beskrevs av Chou, Tong in Chou, Wang, Li och Tong 1987. Panorpa subambra ingår i släktet Panorpa och familjen skorpionsländor. Inga underarter finns listade i Catalogue of Life.